# Pseudophengodes puncticollis
Pseudophengodes puncticollis är en skalbaggsart som beskrevs av Wittmer 1976. Pseudophengodes puncticollis ingår i släktet Pseudophengodes och familjen Phengodidae. Inga underarter finns listade i Catalogue of Life.